# کافه رستوران گل رضائیه
کافه گل رضائیه یکی از قدیمی‌ترین کافه رستوران‌های تهران است که نزدیک به ۸۰ سال از گشایش آن می‌گذرد. این کافه در خیابان سی تیر و بالاتر از موزهٔ آبگینه و سفالینه قرار دارد. 
گل رضائیه از میکده‌های دهه ۴۰ و ۵۰ تهران بود و دکوراسیون داخلی آن فضای همان دهه‌ها را بازسازی می‌کند.
این اثر در تاریخ ۲۰ اسفند ۱۳۹۷ با شمارهٔ ثبت ۳۲۶۸۶ به‌عنوان یکی از آثار ملی ایران به ثبت رسیده‌است.